# Platynectes laurianus
Platynectes laurianus är en skalbaggsart som beskrevs av Watts 1978. Platynectes laurianus ingår i släktet Platynectes och familjen dykare. Inga underarter finns listade i Catalogue of Life.